# Tussenwater (metrostation)
Tussenwater is een metrostation van de Rotterdamse metro in het Rotterdamse stadsdeel Hoogvliet. Het station wordt bediend door zowel lijn C als lijn D, die in westelijke richting gezamenlijk naar Spijkenisse voeren en zich in oostelijke richting splitsen.
Het bovengrondse metrostation staat in een waterpartij. Om de stationshal te bereiken moeten reizigers over een brug lopen. Omdat de lijnen C en D op dit station samenkomen zijn er vier sporen aan in totaal drie perrons. Het meest zuidelijke perron bevindt zich in een helling en ligt hoger dan de andere. Het spoor langs dit perron kruist namelijk direct ten oosten van het station de sporen van lijn D. De hoge poorten met betonnen elementen en glazen puien zijn ontworpen door architect Maarten Struijs. In deze poorten bevinden zich een normale trap, een roltrap en een lift. Hoewel het station pas in 2004 is opgeleverd, heeft men de fundering voor het station al bij de aanleg van de metro naar Zalmplaat aangelegd en vervolgens afgedekt met een aarden wal. In dat stadium was ook voor het station de naam Gadering gekozen. Een deel van de fundering is bij het afbouwen weer gesloopt, omdat er een ander ontwerp is toegepast dan men in de jaren 70 voor ogen had.

## Overstapmogelijkheden
De belangrijkste overstapmogelijkheden zijn voor reizigers van lijn C richting De Akkers naar lijn D richting Rotterdam Centraal, en de overstap van lijn D richting De Akkers naar lijn C richting De Terp. Deze overstappen zijn lastig en vereisen uit- en inchecken. Tussen Tussenwater en De Akkers volgen de lijnen C en D hetzelfde traject; deze - gemakkelijke - overstap is daarom minder zinvol.
Van 2009 t/m 2011 reed buslijn 80 vanaf Tussenwater richting Spijkenisse Centrum en Hoogvliet Metro. Deze lijn is opgeheven en vervangen door een andere route binnen Hoogvliet. Met ingang van 5 mei 2025 wordt dit station weer door bussen bediend.

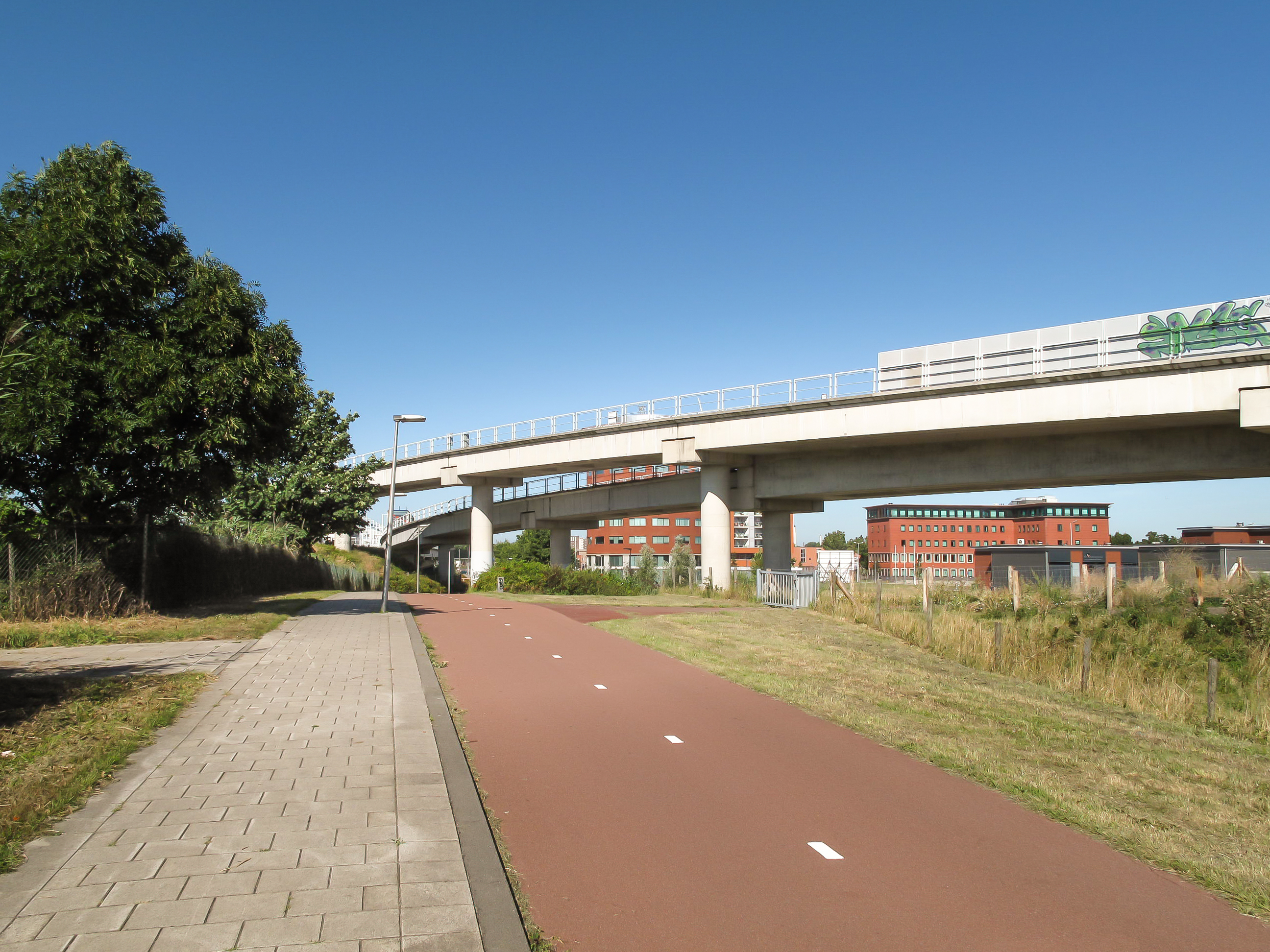
Hoogvliet, metrolijn bij Tussenwater
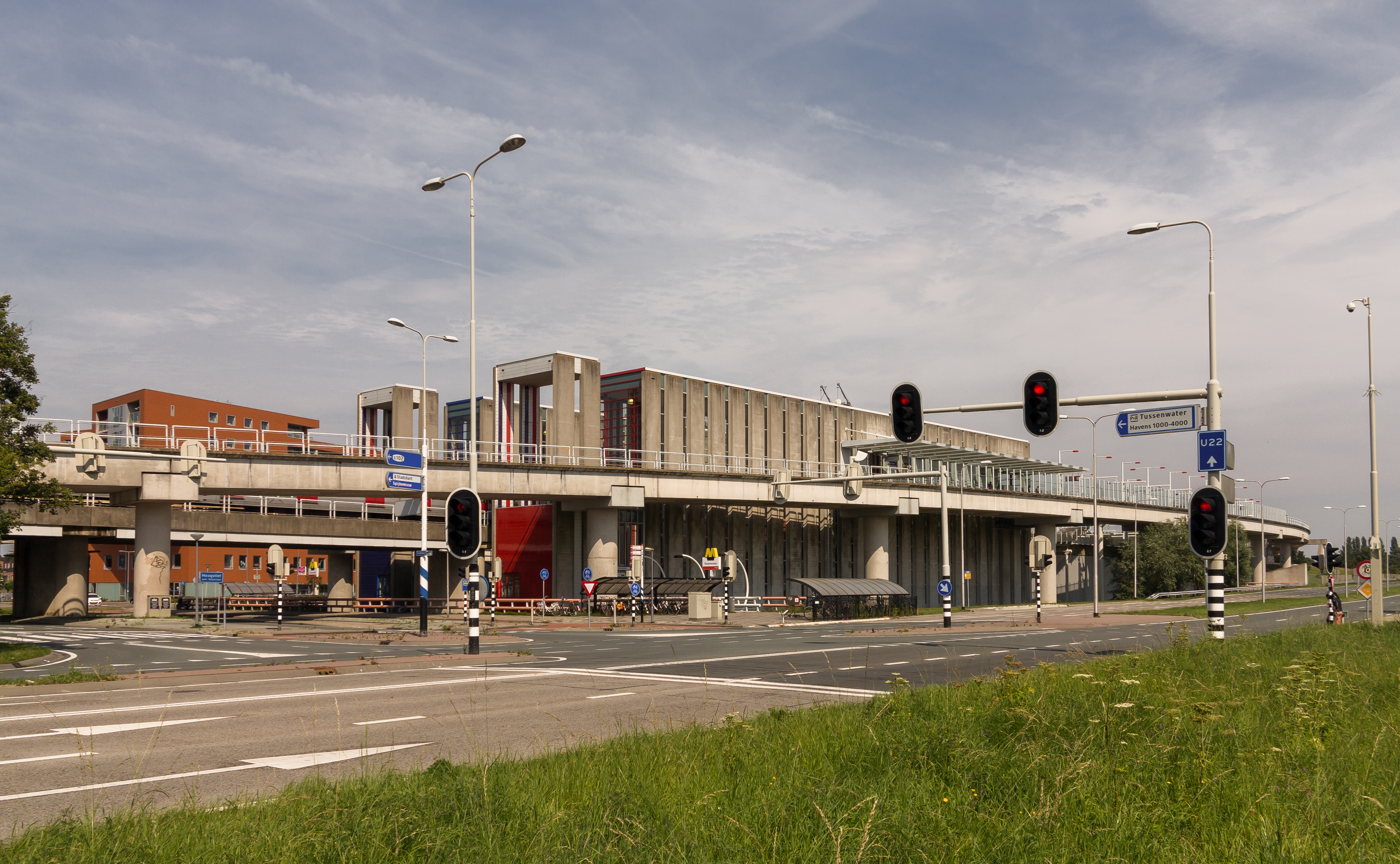
Hoogvliet, metrostation Tussenwater
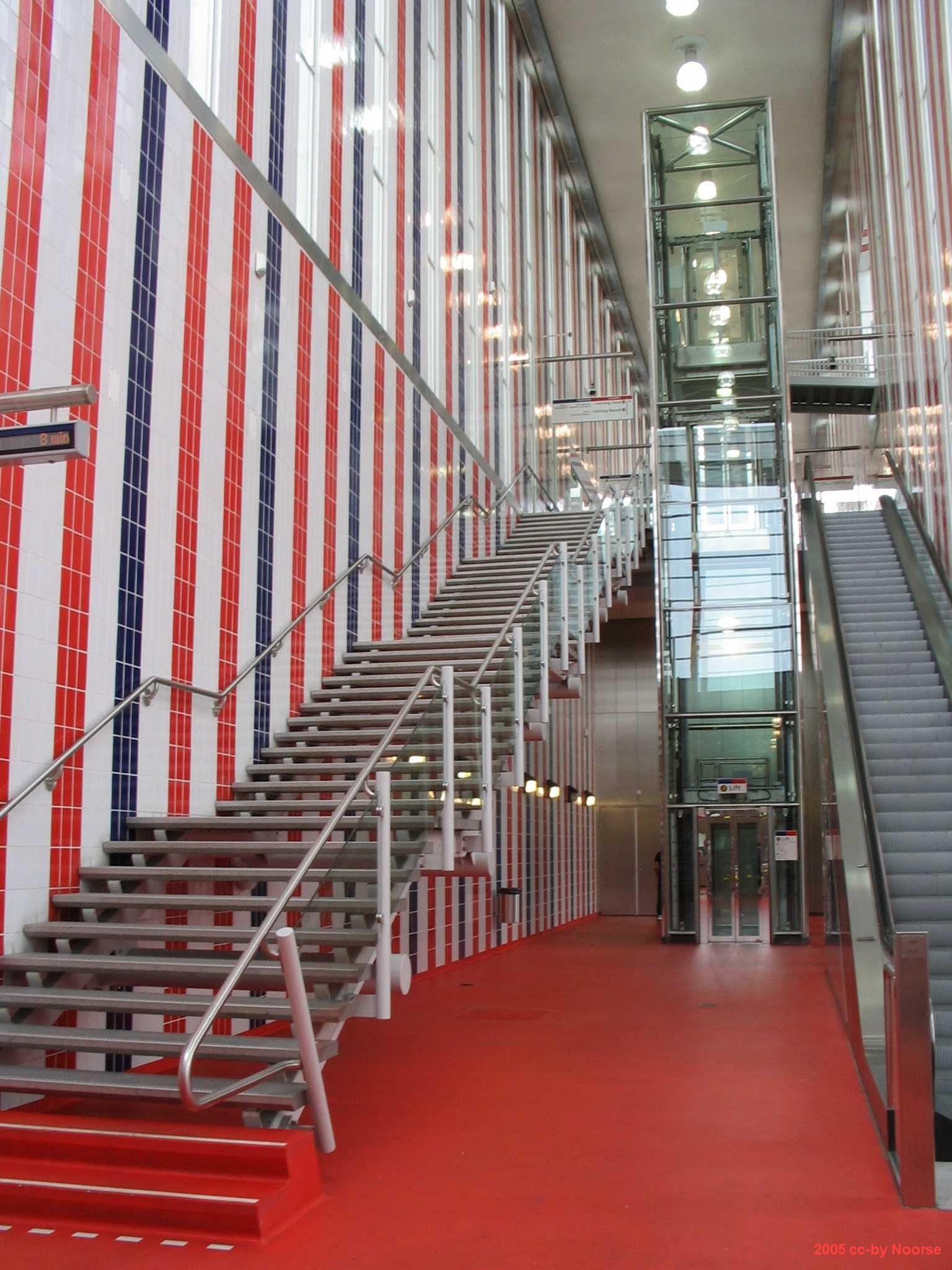
De trappenpartij

De Terp · Capelle Centrum · Slotlaan · Capelsebrug · Kralingse Zoom · Voorschoterlaan · Gerdesiaweg · Oostplein · Blaak  · Beurs · Eendrachtsplein · Dijkzigt · Coolhaven · Delfshaven · Marconiplein · Schiedam Centrum  · Parkweg · Troelstralaan · Vijfsluizen · Pernis · Tussenwater · Hoogvliet · Zalmplaat · Spijkenisse Centrum · Heemraadlaan · De Akkers
Rotterdam Centraal  · Stadhuis · Beurs · Leuvehaven · Wilhelminaplein · Rijnhaven · Maashaven · Zuidplein · Slinge · Rhoon · Poortugaal · Tussenwater · Hoogvliet · Zalmplaat · Spijkenisse Centrum · Heemraadlaan · De Akkers